# Liste der Monuments historiques in Molinot
Die Liste der Monuments historiques in Molinot führt die Monuments historiques in der französischen Gemeinde Molinot auf.

## Liste der Immobilien
| Bezeichnung        | Beschreibung                                                                                  | Standort              | Kennzeichnung | Schutzstatus   | Datum     | Bild           |
| ------------------ | --------------------------------------------------------------------------------------------- | --------------------- | ------------- | -------------- | --------- | -------------- |
| Château de Molinot | Burg, 1346 erbaut, im 17. und 18. Jahrhundert zum Schloss umgebaut; mit Weiher und Taubenturm | Rue du Château (Lage) | PA00112755    | Inscrit Classé | 1990 1994 | weitere Bilder |

## Liste der Objekte
| Bezeichnung                       | Beschreibung                                                                                                 | Standort                                     | Kennzeichnung | Schutzstatus | Datum | Bild |
| --------------------------------- | --- | -------------------------------------------- | ------------- | ------------ | ----- | ---- |
| Grabstele                         | Kalkstein, grau getüncht, gallorömisch, mit Inschriftenstein des 12. oder 13. Jahrhunderts (Zweitverwendung) | in der Kirche Assomption-de-la-Vierge (Lage) | PM21001516    | Classé       | 1919  |      |
| Skulptur Heilige Barbara          | Holz, farbig gefasst, zweite Hälfte des 17. Jahrhunderts                                                     | in der Kirche Assomption-de-la-Vierge (Lage) | PM21001517    | Classé       | 1969  |      |
| Skulptur Auferstandener Christus  | Holz, vergoldet, zweite Hälfte des 17. Jahrhunderts                                                          | in der Kirche Assomption-de-la-Vierge (Lage) | PM21001518    | Classé       | 1978  |      |
| Skulptur Heiliger Stefan          | Holz, farbig gefasst und vergoldet, zweite Hälfte des 18. Jahrhunderts                                       | in der Kirche Assomption-de-la-Vierge (Lage) | PM21003644    | Inscrit      | 1976  |      |
| Skulptur Heilige Katharina        | Holz, farbig gefasst, 18. Jahrhundert                                                                        | in der Kirche Assomption-de-la-Vierge (Lage) | PM21003645    | Inscrit      | 1976  |      |
| Skulptur Heiliger Nikolaus        | Holz, farbig gefasst und vergoldet, zweite Hälfte des 18. Jahrhunderts                                       | in der Kirche Assomption-de-la-Vierge (Lage) | PM21003646    | Inscrit      | 1976  |      |
| Skulptur Madonna mit Kind         | Kalkstein, 17. Jahrhundert                                                                                   | in der Kirche Assomption-de-la-Vierge (Lage) | PM21003647    | Inscrit      | 1976  |      |
| Altarkreuz und vier Altarleuchter | Bronze oder Kupfer, versilbert, 18. oder 19. Jahrhundert                                                     | in der Kirche Assomption-de-la-Vierge (Lage) | PM21003648    | Inscrit      | 1976  |      |
| Acht Kerzenständer                | Kupfer, versilbert, 17. Jahrhundert                                                                          | in der Kirche Assomption-de-la-Vierge (Lage) | PM21003649    | Inscrit      | 1976  |      |
| Gemälde Anbetung der Könige       | Ölfarbe auf Leinwand, 17. Jahrhundert (?)                                                                    | in der Kirche Assomption-de-la-Vierge (Lage) | PM21003610    | Inscrit      | 1978  |      |